# Tobbe Isaksson
Tobbe Isaksson, född 1973, är en svensk polis, författare och föredragshållare. Han debuterade 2021 med boken Bakom uniformen: en polismans berättelser, den första delen i Bakom uniformen-trilogin, där han skriver om verkliga händelser med fokus på delar av polisyrket som allmänheten sällan känner till eller har någon kunskap om. Uppföljaren Mer än uniformen publicerades 2023 och 2024 kom den tredje och avslutande boken Livet med uniformen. Samtliga böcker är utgivna av Idus förlag.

### Bakom uniformen-trilogin
- Bakom uniformen: en polismans berättelser, 2021, Idus förlag, ISBN 978-91-7634-296-1
- Mer än uniformen: en polismans berättelser, 2023, Idus förlag, ISBN 978-91-8092-050-6
- Livet med uniformen: en polismans berättelser, 2024, Idus förlag, ISBN 978-91-8092-296-8